# Billy Mays
William Darrell "Billy" Mays, Jr. (ur. 20 lipca 1958 w McKees Rocks, w stanie Pensylwania, zm. 28 czerwca 2009 w Tampa, w stanie Floryda) – amerykański aktor filmowy i telewizyjny, muzyk i komik.